# Queer
Queer ali kvír je krovni izraz za spolne manjšine, ki niso heteroseksualne ali cisspolne. V poznem 19. stoletju se je izraz queer, ki je prvotno pomenil »čuden« ali »poseben«, začel uporabljati slabšalno proti osebam z istospolnimi željami ali odnosi. 

## Zgodovina
Od poznih osemdesetih let 20. stoletja dalje so queer aktivisti, kot so člani Queer Nation, začeli povračati besedo kot namerno provokativno in politično radikalno alternativo bolj asimilacijskim vejam LGBT skupnosti.
V 21. stoletju se je izraz queer vse bolj uporabljal za opis širokega spektra nenormativnih spolnih in spolnih identitet ter politik. Akademske discipline, kot sta queer teorija in queer študije, imajo skupno splošno nasprotovanje binarizmu, normativnosti in zaznanemu pomanjkanju intersekcionalnosti, nekatere od njih pa so le stično povezane z gibanjem LGBT. Queer umetnost, queer kulturne skupine in queer politične skupine so primeri sodobnih izrazov queer identitet.
Med kritiki uporabe izraza so člani skupnosti LGBT, ki izraz bolj povezujejo z njegovo pogovorno, slabšalno rabo, tisti, ki se želijo ločiti od queerovskega radikalizma, in tisti, ki ga imajo za amorfnega in modnega. Razširitev izraza queer na queer heteroseksualnost so kritizirali tisti, ki trdijo, da lahko izraz ponovno prevzamejo le tisti, ki so ga uporabljali za zatiranje.